# Milagros del Buda Gautama

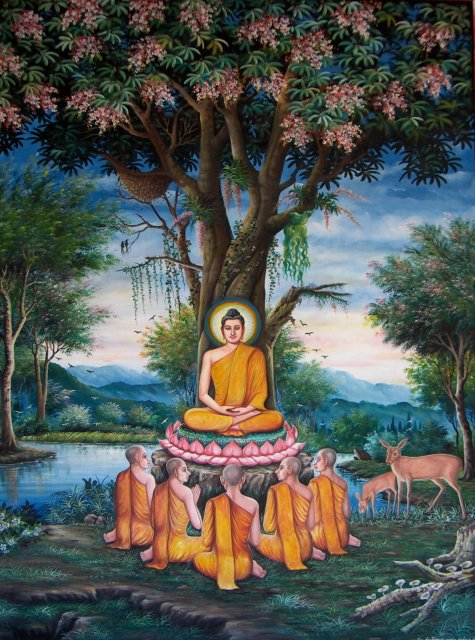
Pintura del primer sermón ilustrado en Wat Chedi Liem en Tailandia.

Los milagros del Buda Gautama corresponden a una lista de milagros atribuidos a Buda según la tradición Budista. Se dice que Buda Gautama, fundador de la filosofía budista, poseía poderes y habilidades sobrenaturales, pero debido a su entendimiento del accionar de la mente escéptica siempre respondía de manera negativa cuando le solicitaban un milagro diciendo: "...me disgustan, los rechazo y desprecio". Sin embargo según el Budismo, Buda Gautama habría obtenido habilidades sobrenaturales a través de profunda meditación cuando renunció al mundo y vivió como un asceta; realizando milagros solamente para traer el mayor beneficio a los seres pensantes, pero aclarando que los mismos no deben ser razón para practicar su camino. Los budistas le hacen ofrendas a Buda, en significado que lo aprecian y que lo respetan.

## Nacimiento
Es dicho que inmediatamente después de su nacimiento se puso de pie, y dijo:

"Yo soy el primogénito,

El más antiguo soy en el mundo,

Ante todo, estoy yo en el mundo.

Este es el último nacimiento.

No hay ya más venir a ser.

No hay nada que realizar."

Es dicho también que en cada lugar que el niño Buda pisaba nacía una flor de loto. También es dicho que nació de una concepción inmaculada a través de un sueño en que su madre vio un elefante blanco, lo cual indicaría una transmigración voluntaria.

## Milagro gemelo
Luego de que el Buda volviera al reino de su padre, todavía existía incertidumbre de si Gautama realmente estaba iluminado después de años de ascetismo. En respuesta, el Buda realizó el Yamaka-pātihāriya o "Milagro gemelo", llamado así por la producción simultánea de fenómenos aparentemente contradictorios, en este caso fuego y agua.
El milagro gemelo permitió al Buda Gautama producir llamas desde la parte superior de su cuerpo y corrientes de agua desde su parte inferior, alternando esto de manera similar entre las partes derecha e izquierda de su cuerpo.
Luego, el Buda dio tres pasos gigantes en un viaje milagroso, llegando así al paraíso de Tavatimsa. Ahí predicó el Abhidharma a su madre que había renacido allí como una Deva (diosa) llamada Santussita.

## Brahma
En una ocasión el Buda fue al mundo de un Brahma (asceta indio) y explicó al mismo que todas las cosas son transitorias y temporarias y desprovistas de existencia independiente (karma). Luego de ser persuadido por las palabras del Buda, el Brahma decidió seguir el Dharma de Buda.
El Brahma entonces requirió una competición de poderes entre los dos. Cuando el Brahma se escondiese el Buda terminaría apuntando a donde estuviese ubicado. Entonces el Buda se escondería en el vacío (shunyata) y entonces el Brahma no podía señalarlo. La fe del Brahma en Buda se incrementó.

## Domando al elefante
Devadatta era un primo de Buda que estaba atormentado desde temprano por celos contra su primo. Luego de intrigar contra Buda sin ningún resultado, Devadatta dejó suelto un elefante conocido como Nalagiri o Dhanapala para destruir a Buda. Mientras este elefante, que había sido intoxicado por sus cuidadores, se acercaba hacia Buda, una mujer asustada accidentalmente soltó a su bebé a los pies de Buda. Cuando el elefante estuvo próximo a aplastar al niño, el Buda tranquilamente levantó su mano y toco al animal en la frente, tras lo cual se quedó quieto y tranquilo; finalmente arrodillándose ante el Buda.

## El agua limpia
El Buda Gautama pidió a su discípulo Ananda que le trajera agua para beber de una fuente. Pero Ananda repetidamente le dijo al Buda que la fuente estaba llena de pasto y grazna, y por tanto no potable. A pesar de esto el Buda insistió tras lo cual Ananda fue. Mientras Ananda caminaba a la fuente el Buda expulsó todo el pasto y grazna de la misma lo cual resultó en agua pura.

## Poder sobre la naturaleza
R.C. Amore recuenta un milagro del primer capítulo de Mahavagga (Libro de la disciplina, IV) donde el Buda muestra su poder sobre la naturaleza. Cuando un área estaba inundada por la corriente el ordenaba a las aguas retroceder para poder caminar entre ellas y llegar a suelo seco.

## Poderes Milagrosos
El Mahajima Nikaya dice que el Buda tenía más poderes sobrenaturales incluidos ser capaz de caminar sobre el agua (anima), multiplicarse en un millón y volver a ser uno solo (pratkipa), viajar a través del continuo del espacio-tiempo (brahmana), hacerse grande como un gigante y pequeño como hormiga, caminar a través de montañas, nadar dentro de la tierra y viajar a los cielos para instruir a los devas.

## Otros milagros
Otros milagros y poderes del Buda Gautama incluyen telepatía, clarividencia, tercer ojo y poder ver vidas pasadas. Estos están descritos en el Mahasihanada Sutta y otros suttas presentes en el canon tántrico.
El saber del pasado, presente y futuro: capacidad de ver eventos sin importar el espacio y tiempo que haya pasado en cualquier lugar del universo.
Fuerza extraordinaria: puede alzar objetos más allá de su fuerza física común o del cuerpo físico, con el poder mental que posee.
Clariaudiencia: escuchar al hablante en lugares lejanos a kilómetros de distancia o de otros seres en inferiores o elevados planos.
Cambiaformas: posee la habilidad de cambiar la forma que desee a placer.
Transmutación: cambiar la consistencia de cualquier objeto a otro objeto.
Invisibilidad: desaparecer el cuerpo físico en cualquier lugar del espacio.
Teletransportación: desaparecer y aparecer en otros lugares a pesar de la distancia.